# 파트리크 시크
파트리크 시크 (Patrik Schick, 1996년 1월 24일 ~ )는 체코의 축구 선수로 포지션은 공격수이며 현재 독일 분데스리가의 바이어 04 레버쿠젠에서 활약하고 있다.

## 선수 경력

### 클럽
2013-14 시즌을 앞두고 체코 1부 리그의 명문팀인 AC 스파르타 프라하 입단을 통해 프로에 입문하여 비록 2014-15 시즌까지 리그 4경기를 비롯해 단 10경기 출장에 머물렀지만 팀의 2013-14 체코 1부 리그 우승, 2013-14년 체코컵 우승, 2014년 체코 슈퍼컵 우승, 2014-15 체코 1부 리그 준우승 등에 일조했다.
이후 2014-15 시즌을 마친 뒤 같은 리그의 보헤미안스 1905로 임대 이적하여 28경기 8골을 기록하며 팀을 2015-16 시즌 리그 중위권(9위)으로 이끌었고 2015-16 시즌이 종료된 후 2016년 6월 한화 약 54억원의 이적료에 이탈리아 세리에 A의 UC 삼프도리아로 이적하여 2016-17 시즌에서 35경기 13골을 터뜨리는 맹활약을 펼쳤다.
그 뒤 2017년 8월 29일 한화 약 67억원에 같은 리그의 명문 구단인 AS 로마와 임시 계약을 체결했으며 여기에 삼프도리아에서 보여준 활약 덕분에 "한화 약 228억원의 보너스를 로마에서 지급하고 선수를 영입한다"는 조건부를 통해 완전 계약에 성공했다.
그리고 2018-19 시즌까지 58경기 8골을 기록하며 세리에 A 2017-18 3위, 2017-18년 UEFA 챔피언스리그 4강 등의 성과를 거둔 후 2019-20 시즌을 앞두고 독일 분데스리가의 RB 라이프치히로 임대 이적하여 분데스리가 2019-20 3위, 2019-20년 UEFA 챔피언스리그 4강 돌풍에 일조했다.
이후 2020년 9월 8일 계약기간 5년과 이적료 약 356억원(셀온 조항 포함)에 바이어 04 레버쿠젠으로 완전 이적하여분데스리가 2020-21 6위의 성적에 일조했고 현재까지 레버쿠젠 소속으로 36경기 13골을 기록하고 있다.

### 국가대표팀
2011년부터 2017년까지 체코 연령별 청소년 대표팀의 일원으로 47경기 27골을 터뜨렸고 이 가운데 체코 U-21 대표팀 소속으로 12경기에서 11골의 폭발적인 득점력을 과시했다.
그리고 2016년 체코 A대표팀에 첫 발탁되어 UEFA 유로 2016 트레이닝 캠프에 합류한 뒤 5월 27일 최약체팀인 몰타와의 평가전에서 국제 A매치 데뷔골을 터뜨려 6-0 대승에 일조했지만 정작 유로 2016 본선 엔트리에는 이름을 올리지는 못했다.
그러나 UEFA 유로 2020 예선에서 4골을 퍼부으며 7회 연속 유로 대회 본선 진출에 기여했고 본선에서도 5골을 터뜨리며 UEFA 유로 2012 이후 9년만에 체코의 유로 대회 8강 진출을 이끌었다.

## 수상

### 클럽

#### AC 스파르타 프라하
- 1. 체스카 포트발로가 리가: 2013-14
- 체코 컵 : 2013-14
- 체코 슈퍼컵 : 2014

#### 바이어 04 레버쿠젠
- 분데스리가 : 2023-24
- DFB 포칼 : 2023-24
- DFL 슈퍼컵 : 2024

### 개인
- 체코 올해의 선수 : 2021, 2022
- 체코 올해의 재능 : 2016
- 체코 골든볼 : 2022
- UEFA 유로 실버부트 : 2021
- UEFA 유로 베스트 골 : 2021
- 키커 분데스리가 시즌의 팀 : 2021-22